# Araeopus pulchellus
Araeopus pulchellus är en insektsart som först beskrevs av Curtis 1833.  Araeopus pulchellus ingår i släktet Araeopus och familjen sporrstritar. Inga underarter finns listade i Catalogue of Life.

## Bildgalleri

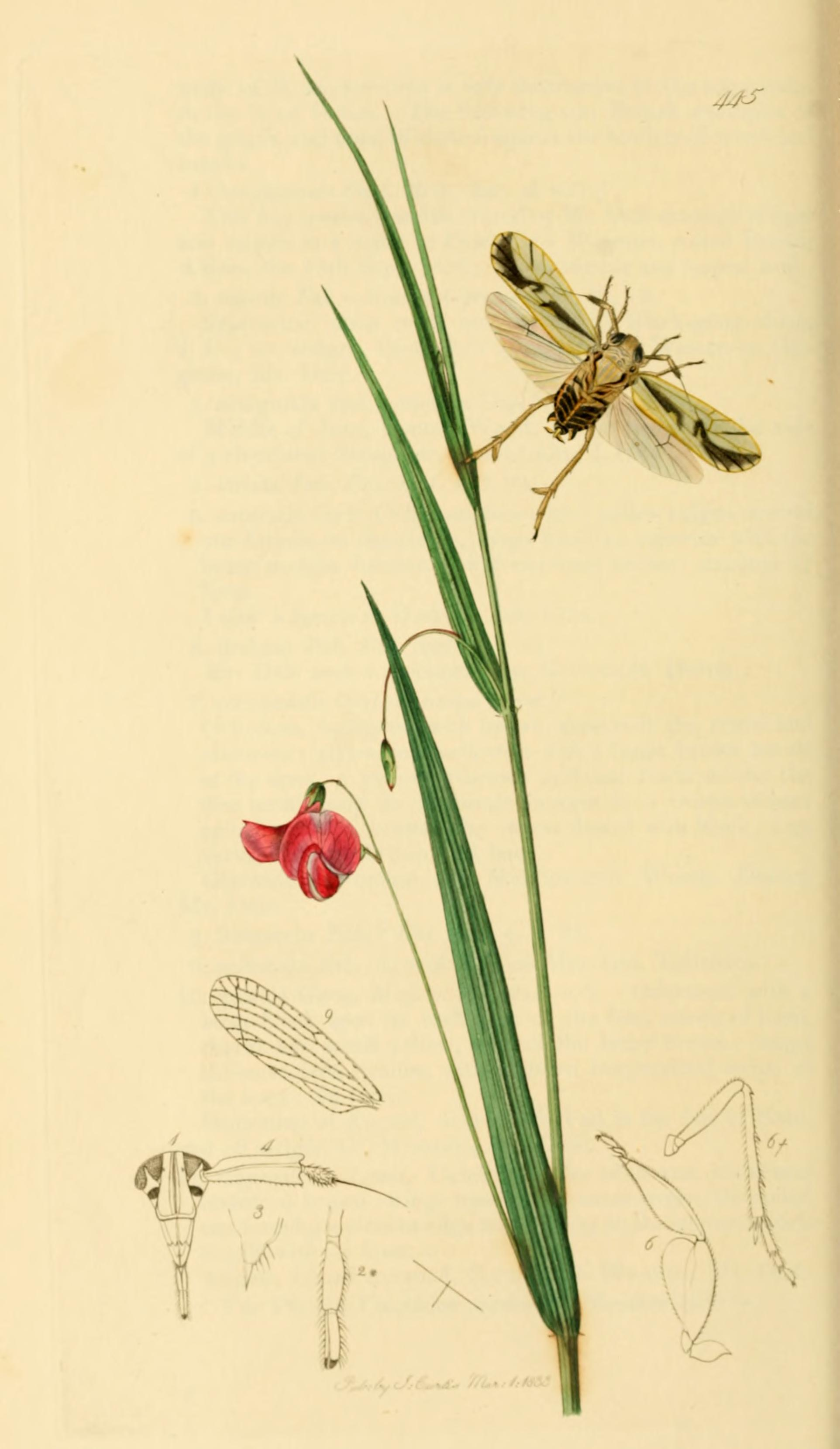